# Epistula non erubescit
Epistula non erubescit è una locuzione latina che significa La lettera non arrossisce (Cicerone, Epistulae ad familiares, 5,12,1).
Significa che uno scritto non evidenzia le emozioni dello scrivente e quindi per iscritto si possono manifestare sentimenti che non si avrebbe il coraggio di esprimere di persona.